# Pontificio Collegio Portoghese
Il Pontificio Collegio Portoghese è un'istituzione ecclesiastica, fondata da Papa Leone XIII attraverso la lettera apostolica Rei cattolicae apud Lusitanos del 20 ottobre 1900. Di proprietà della Conferenza Episcopale Portoghese, il collegio serve di residenza ai sacerdoti inviati dai rispettivi vescovi o superiori a Roma per il compimento degli studi nelle università pontificie. È situato in Via Nicolò V, n. 3 - Roma (00165).